# Dormagen
Dormagen este un oraș din landul Renania de Nord-Westfalia, Germania. 
Diviziuni ale orașului
Dormagen constă in 16 diviziuni: 
- Broich
- Delhoven: 3,690
- Delrath: 3,082
- Dormagen Mitte: 5,621
- Gohr: 2,217 (cu Broich)
- Hackenbroich (cu Hackhausen): 8,689
- Hackhausen
- Horrem: 6,022
- Knechtsteden
- Nievenheim (cu Ückerath): 9,553
- Dormagen Nord: 3,514
- Rheinfeld: 5,403 (cu Piwipp)
- St. Peter
- Straberg: 2,840
- Stürzelberg: 4,643 (cu St. Peter)
- Zons: 5,414 (cu Nachtigall)

1. ↑  Alle politisch selbständigen Gemeinden mit ausgewählten Merkmalen am 31.12.2018 (4. Quartal) (în germană), Statistisches Bundesamt[*], arhivat din original la 10 martie 2019, accesat în 10 martie 2019